# イクオリン

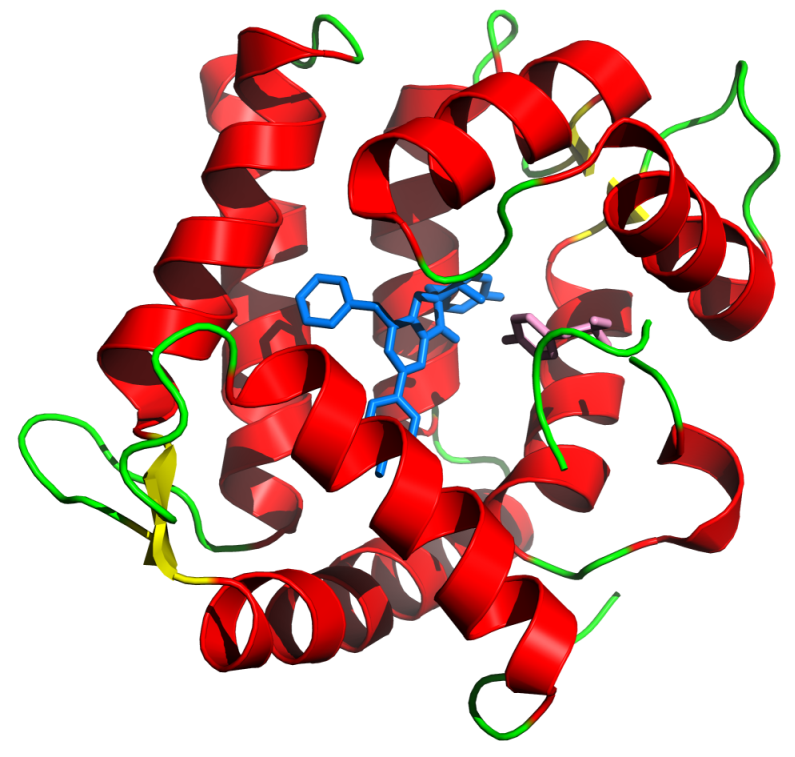
イクオリン

セレンテラジン

イクオリン (aequorin) は、1962年、下村脩とフランク・H・ジョンソン（当時プリンストン大学）らによってオワンクラゲ Aequorea victoria から発見・抽出・精製された発光タンパク質。なお、日本語表記としてエクオリンも用いられるが、下村はイクオリンが正しいとコメントしている。
イクオリンはクラゲの発光細胞内でカルシウムの濃度を感知して発光する。当時はカルシウム濃度をタンパク質が感受し発光する、という発想があまりに斬新だったため、イクオリンの発見は驚くべき反響をもって迎えられた。
また、その発光原理は充電したバッテリーにもたとえられる。イクオリンはセレンテラジンという物質を核にもち、高カルシウム濃度ではセレンテラジンのカルシウムイオン結合モチーフにカルシウムイオンが結合してセレンテラマイドへと分子構造が変化し、このとき発光する。ただし、カルシウム存在下でのイクオリンの発光は単体では青色であるにもかかわらず、オワンクラゲは緑色に発光する。これは、オワンクラゲの細胞内で、イクオリンが、別のタンパク質GFP（緑色蛍光タンパク質）と複合体をなしているためで、イクオリンの蛍光エネルギーがGFPに吸収され、蛍光共鳴エネルギー移動(FRET)によって緑色にシフトするためである。この発見も、イクオリンの発光原理と同様、下村脩によってなされたものであり、同時に、彼によってGFPも初めて分離・精製されている。
下村脩によるイクオリンの発見から 20余年を経て、1985年に井上敏、ダグラス・プラッシャーらのグループによって、イクオリンの遺伝子が同定・クローニングされた。また、イクオリンはカルシウムセンサーであるという理由から、レポーター遺伝子としても様々な生物学の研究に応用されている。

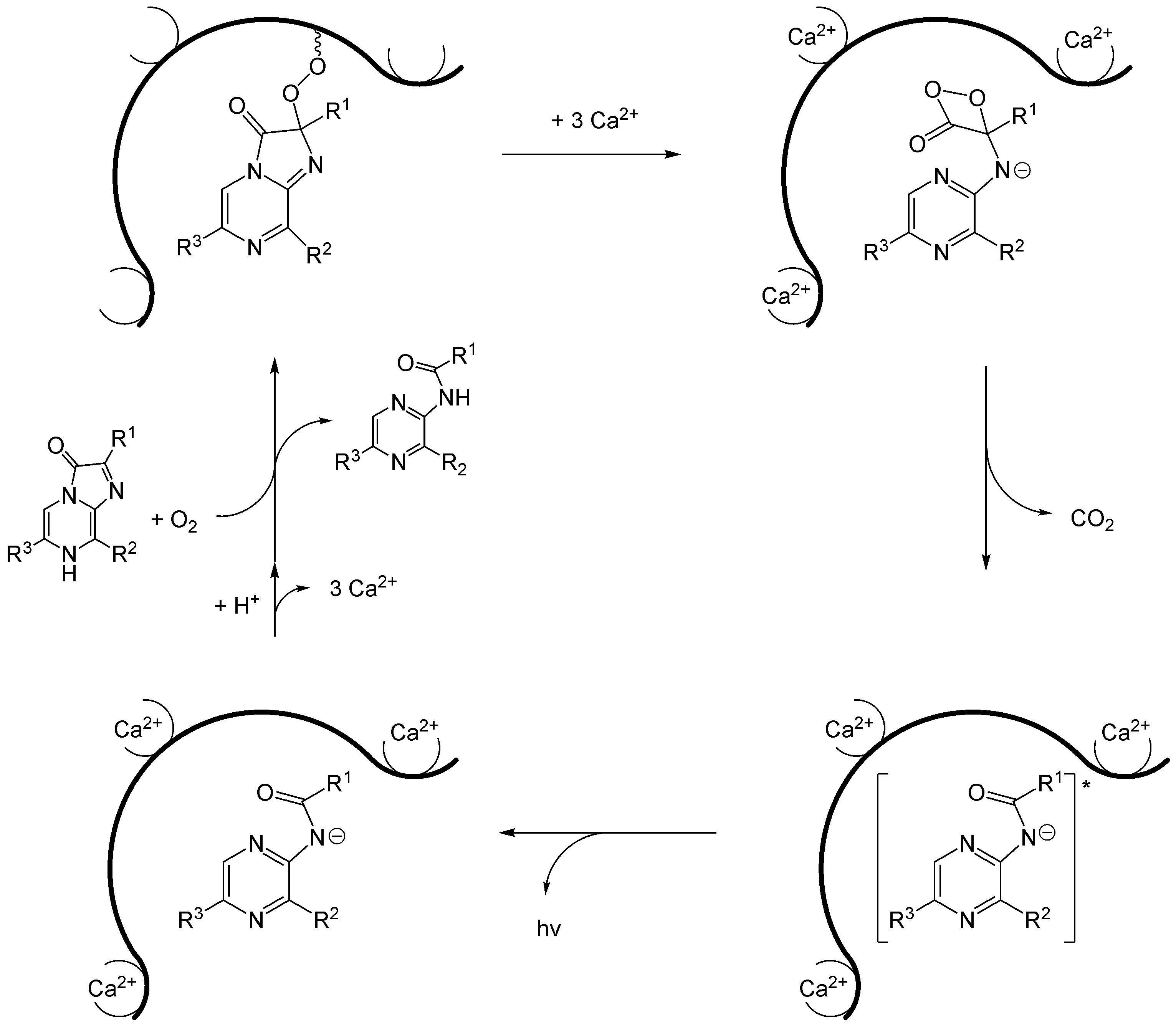
イクオリンの発光機構